# Asajirus dichotomus
Asajirus dichotomus är en sjöpungsart som först beskrevs av Monniot 1984.  Asajirus dichotomus ingår i släktet Asajirus och familjen Hexacrobylidae. Inga underarter finns listade i Catalogue of Life.